# Eiji Toyoda

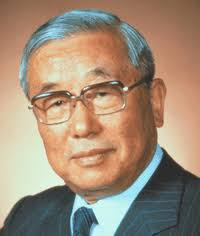
Eiji Toyoda

Eiji Toyoda (Japans: 豊田 英二) (Nagoya, 12 september 1913 – Toyota, 17 september 2013) was een Japans zakenman en voormalig bedrijfsleider van Toyota.

## Biografie
Eiji Toyoda werd geboren als zoon van Heihachi Toyoda. Zijn oom was Sakichi Toyoda. Hij studeerde werktuigbouwkunde aan de Universiteit van Tokio. In 1936 rondde hij deze studie af. In datzelfde jaar ging hij aan de slag bij Toyota. Door de jaren heen werkte hij zich op. In 1967 werd hij directeur van Toyota. Dit zou hij blijven tot 1981. Toen werd hij voorzitter van Toyota. Deze functie zou hij uitoefenen tot op 81-jarige leeftijd in 1994. De laatste jaren van zijn leven bracht hij door in Toyota Stad.
Toyoda overleed uiteindelijk 5 dagen na zijn 100e verjaardag.